# Kaplica baptystyczna w Czarnymlesie
Kaplica baptystyczna w Czarnymlesie – dawna świątynia baptystyczna w miejscowości Czarnylas w województwie wielkopolskim, w powiecie ostrowskim. Po II wojnie światowej zdesakralizowana. Po utracie funkcji sakralnej pierwotnie wykorzystywana na kino, obecnie mieści bibliotekę publiczną.
Miejscowość Czarnylas pierwotnie nosząca nazwę Przygodzka Huba powstała w XVI w. z osiedlenia protestantów uchodzących przed prześladowaniami religijnymi, głównie ze Śląska. Przez stulecia nastąpiło głębokie zróżnicowanie wyznaniowe lokalnej społeczności. W kręgu protestanckim powstały społeczności luteran, ewangelików reformowany, staroluteran, baptystów i metodystów. Oprócz nich żyli tutaj w szczególności katolicy, Żydzi i mormoni.
Budynek kaplicy baptystycznej został wzniesiony w okresie międzywojennym. Według innego źródła wybudowano ją w 1890. Znajduje się przy ul. Cmentarnej. Po II wojnie światowej został zamieniony na kino. Później urządzono w nim bibliotekę publiczną.